# Hjalmar Hjelt
Albert Hjalmar Hjelt (Karkku, 21 de mayo de 1851 - ibíd. 5 de diciembre de 1925) fue un botánico, profesor, y taxónomo finés.
Fue profesor de matemática en un Liceo de Vaasa de 1880 a 1909, inspector de escuelas primarias en Vaasa, entre 1884-1887 y 1911-1919. Se le dio el rango de profesor en 1921. Su obra principal Kännedomen om växternas utbredning i Finland med särskildt afseede å Fanerogamer och Ormbunkar (Entendimiento de la propagación de plantas en Finlandia especialmente sobre fanerógamas y helechos) en 1891. El libro contiene una colección de información sobre plantas finlandesas sobre la base de la literatura científica.
Su tío era el profesor Otto Edvard August Hjelt.

## Algunas publicaciones

### Libros
alfred oswald Kihlman, albert hjalmar Hjelt, anders thiodolf Saelan. 1889. Herbarium Musei fennici: Plantæ vasculares. 156 pp.
- 1884. En växtförteckning från 1750, hittills icke publicerad, försedd med nödiga förklaringar och hänvisningar till närvarande förhållanden (Una lista de plantas a partir de 1750, hasta ahora inédito, provisto de explicaciones y referencias a las presentes condiciones)

## Honores

### Eponimia
- (Asteraceae) Hieracium hjeltii Norrl.[5]

- (Asteraceae) Taraxacum hjeltii Dahlst.[6]
- La abreviatura «Hjelt» se emplea para indicar a Hjalmar Hjelt como autoridad en la descripción y clasificación científica de los vegetales.[7]